# Amerykańska strefa okupacyjna w Niemczech

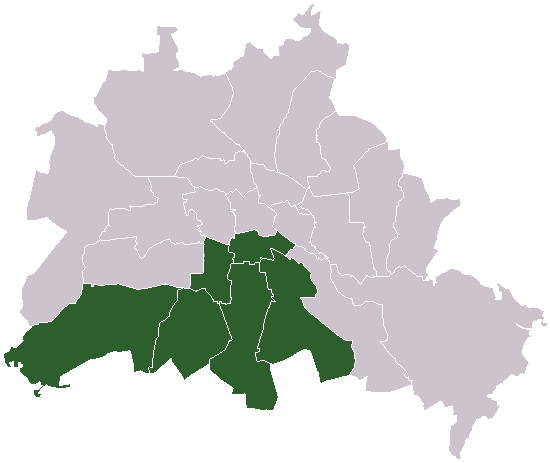
Amerykański sektor Berlina

Amerykańska strefa okupacyjna w Niemczech (niem. Amerikanische Besatzungszone, ang. American Zone of Occupation in Germany) – południowo-wschodni obszar Niemiec okupowany przez Stany Zjednoczone po zakończeniu II wojny światowej. W jego skład wchodziły Hesja-Nassau, państwo ludowe Hesja, północna część Wolnego Państwa Badenia, północna część Wirtembergii i Wolne Państwo Bawaria oraz Brema jako enklawa na terenie brytyjskiej strefy. Amerykański sektor Berlina tworzyły okręgi administracyjne Neukölln, Kreuzberg, Schöneberg, Steglitz, Tempelhof i Zehlendorf.

## Historia
Podczas konferencji jałtańskiej podjęto decyzję podziału Niemiec na trzy strefy okupacyjne: radziecką, amerykańską i brytyjską.
Amerykańska administracja przeprowadziła szeroką denazyfikację, usuwając z administracji i urzędów zwolenników nazizmu. Śledztwami objęto 12 mln ludzi, około 45% podejrzanych oczyszczano z zarzutów. Proces przekazywania cywilnej administracji w ręce niemieckie przebiegał dość szybko. 17 października 1946 r. powstała Rada Krajów, a 24 listopada i 1 grudnia odbyły się wybory w Bawarii i Badenii-Wirtembergii, w których zwycięstwo odnieśli chadecy.
1 lutego 1947 utworzono wspólną anglosaską strefę Bizonię. 3 czerwca 1948 francuska strefa okupacyjna połączyła się ze strefami brytyjską i amerykańską w Trizonię. 23 maja 1949 na jej terenie powstała Republika Federalna Niemiec.